# Bolfánek
Bolfánek je zděná rozhledna na vrchu Žďár (583 m), něco přes kilometr jihozápadně od městyse Chudenice v okrese Klatovy. Samotná rozhledna měří 45 m a má celkem 138 schodů. Jedná se o věž bývalého kostela, zasvěceného bavorskému světci Wolfgangovi, jehož počeštěným jménem je místo nazýváno. Rozhledna je chráněna jako kulturní památka.

## Historie kostela sv. Wolfganga
Na místě, kde dnes stojí rozhledna, stávala původně kaplička, postavená na paměť řezenského biskupa, svatého Wolfganga. Roku 973 zde měl přenocovat cestou z Prahy, kde vysvětil prvního českého biskupa Dětmara. Kdy přesně vznikla, není známo. Z písemných památek je však zřejmé, že církevní stavba zasvěcená sv. Wolfgangovi zde již před rokem 1600 stávala a že byla cílem náboženských poutí.
V letech 1724–1729 zde byl na popud Františka Josefa Czernina podle projektu významného architekta této doby Františka Maxmiliana Kaňky postaven barokní kostel. Kaňka navrhl mohutný chrám se zaklenutou lodí, jehož zvonici zakončovala rozměrná cibulová báň s lucernou. Kostel měl tři oltáře - donátorem hlavního, zasvěceného sv. Wolfgangovi, byl hrabě František Josef, donátorkou bočních, zasvěcených sv. Janu Nepomuckému a sv. Václavovi, byla jeho manželka Isabella Marie, rozená komtesa z Merode – Westerloo.
Ke kostelu již tehdy patřila dodnes zachovaná Šlépějová kaple, kterou nechal postavit Prokop Vojtěch, syn hraběte Františka Josefa. Je v ní možné vidět kus skály s údajnými otisky nohy sv. Wolfganga a jeho biskupské berly.
Poutě na Bolfánek se konaly vždy 21. října. Faráři při bohoslužbě a zpovědích pomáhal poustevník, pro kterého byla u kostela zřízena poustevna. Autorem tohoto obydlí byl opět F. M. Kaňka.
Po 60 letech byl kostel výnosem císaře Josefa II. roku 1786 označen za filiální a jako takový zrušen. Mobiliář byl rozvezen do okolních kostelů a kaplí, chrám na Žďáru začal chátrat.
Nejpozději v roce 1810 byl kostel kvůli špatnému stavu zbořen. Materiál byl rozebrán a využit pro stavby v okolí - nejvíce kamene je použito v ohradní zdi Bažantnice pod Lučicemi.
Roku 1814 rozhodli Černínové o úpravě osiřelé zvonice na rozhlednu. Adaptace, při níž věž novogoticky upravil tesař Kubát z Pušperka, trvala do roku 1845. Nad vstupem do rozhledny při ní bylo v místě bývalé kruchty osazeno velké obloukové okno. Po stranách věže jsou dodnes patrná napojení někdejší chrámové lodi i její základy.